# Gianni De Magistris
Gianni De Magistris (n. Florencia, Italia, 3 de diciembre de 1950- ) es un ex-nadador, exjugador de waterpolo y entrenador italiano.

## Biografía
Es un histórico jugador italiano de waterpolo.
Comenzó en natación a los 6 años. Gianni fue campeón de Italia de 1500 m libres en 1967. Más tarde pasó al waterpolo. 
Participó en 5 olimpiadas, marcando un total de 60 goles en ellas. En su carrera consiguió más de 6.000 goles.
Al terminar su carrera como jugador, pasa a ser entrenador. Ha entrenado al equipo femenino de waterpolo de la Fiorentina.

## Clubs
- Rari Nantes Florentia ( Italia)

## Títulos
Como jugador de waterpolo de club:
- 17 títulos nacionales de Italia

Como jugador de waterpolo de la selección italiana:
- 7.º en los juegos olímpicos de Los Ángeles de 1984.
- 8.º en los juegos olímpicos de Moscú de 1980.
- Oro en campeonato del mundo de waterpolo de Berlín de 1978.
- Plata en los juegos olímpicos de Montreal de 1976.
- Bronce en campeonato del mundo de waterpolo de Cali de 1975.
- 6.º en los juegos olímpicos de Múnich de 1972.
- 4.º en los juegos olímpicos de México de 1968.